# Kongruenz (Psychotherapie)
Kongruenz (von lat. congruens „übereinstimmend“, „passend“) bedeutet allgemein Übereinstimmung. Im Bereich der Psychotherapie beschreibt Kongruenz die authentische Kommunikation des Therapeuten gegenüber seinem Patienten, bei der die Selbstmitteilung des Therapeuten authentisch ist.
Der Therapeut erlebt und fühlt etwas. Ein Teil davon wird ihm bewusst und davon teilt er etwas mit.

## Historisch
Der Begriff wurde von Carl Rogers im Rahmen seiner Klientenzentrierten Psychotherapie geprägt. Hier benennt Rogers die Kongruenz  als eine der erforderlichen Grundhaltungen des Therapeuten in der Beziehung zu seinem Patienten, um eine psychotherapeutische Veränderung im Selbstkonzept des Patienten bewirken zu können.

## Kongruenz als Bestandteil der Therapeutischen Beziehung
Kongruenz ist in der Psychotherapie, neben Akzeptanz und Empathie, eines der tragenden Elemente einer therapeutischen Beziehung und bedeutet, dass sich der Psychotherapeut als echte und transparente Person in die Therapie einbringt und seine eigenen Gefühle bezüglich des therapeutischen Prozesses sichtbar macht. Dazu muss der Therapeut seine positiven und negativen Merkmale in sein Selbstbild integrieren und sich gleichzeitig vom Patienten abgrenzen können.
Dem Therapeuten ist sein eigenes Erleben bewusst und er kann es davon trennen, was er beim Gegenüber wahrnimmt. Er begegnet dem anderen Menschen als Person und versteckt sich nicht hinter einer professionellen Maske. Das erfordert, dass er seine Gefühle, Impulse und Eindrücke zulässt und akzeptiert, aber nicht, dass er sie dem anderen Menschen in jedem Fall ungefiltert mitteilt. Er muss einschätzen können, wann es im Rahmen seiner Aufgabe sinnvoll ist, seine Gefühle mitzuteilen, und wann nicht. Zur Kongruenz gehört auch, dass die Rahmenbedingungen der jeweiligen Situation klar und für alle Beteiligten durchschaubar sind.
Das Konzept der Klientenzentrierten Psychotherapie und das darauf zurückgehende beziehungsorientierte Verständnis von Psychotherapie geht davon aus, dass die therapeutische Beziehung selbst mithilfe ihrer drei Variablen Kongruenz, Akzeptanz und Empathie Veränderungen auslöst. Die Therapeut-Klient-Beziehung wird inzwischen auch in den meisten anderen Psychotherapiemethoden als wichtiger Wirkfaktor erachtet.